# Satoru Mochizuki
Satoru Mochizuki (født 18. maj 1964) er en japansk fodboldspiller.

## Japans fodboldlandshold
| Japans landshold | Japans landshold | Japans landshold |
| År               | Kmp              | Mål              |
| ---------------- | ---------------- | ---------------- |
| 1988             | 3                | 0                |
| 1989             | 4                | 0                |
| Total            | 7                | 0                |